# 1977年至1978年香港甲組足球聯賽
1977–78年香港甲組足球聯賽（英語：Hong Kong First Division Football League），是第67屆香港甲組足球聯賽，本屆聯賽共有12支球隊參賽，冠軍是南華，他們以22場20勝2和0負，合共取得 42 分。南華隊第28次贏得港甲冠軍，亦是香港戰後甲組聯賽第一支全季不敗球隊。

## 外部連結
- 香港足球總會官網（页面存档备份，存于）
- 香港甲組足球聯賽 歷屆冠軍（页面存档备份，存于）